# George Gray
George Gray (Spartanburg, 12 februari 1960) is een Amerikaans professioneel worstelaar die bekend was in de World Wrestling Federation (WWF) en World Championship Wrestling (WCW). In WWF worstelde hij onder de naam Akeem en in WCW onder de naam One Man Gang.

## In het worstelen
- Finishers
  - 747 Splash (WCW / WWF) / Air Africa (WWF)
  - Inverted suplex slam
  - Diving bulldog

- Signature moves
  - Elbow drop
  - Two-handed chokelift

- Managers
  - Kevin Sullivan
  - Slick
  - Theodore Long
  - Rockin' Robin
  - Gary Hart
  - Jimmy Hart
  - Boogaloo Brown
  - Gentleman Jim Holiday
  - Skandor Akbar
  - Jim Cornette
  - James J. Dillon
  - Sir Oliver Humperdink

- Bijnamen
  - "The African Dream" - als Akeem

## Prestaties
- Bad Boys of Wrestling
  - BBOW Heavyweight Championship (1 keer)

- Championship Wrestling from Florida
  - NWA Brass Knuckles Championship (1 keer)
  - NWA United States Tag Team Championship (1 keer; met Ron Bass)

- Deep South Wrestling
  - DSW Hardcore Championship (1 keer)

- i-Generation Superstars of Wrestling
  - i-Generation Wrestling Australasian Championship (2 keer)

- Mid-Atlantic Championship Wrestling / World Championship Wrestling
  - NWA Mid-Atlantic Tag Team Championship (1 keer; met Kelly Kiniski)
  - WCW United States Heavyweight Championship (1 keer)

- Universal Wrestling Federation
  - UWF World Heavyweight Championship (1 keer)

- World Class Championship Wrestling
  - NWA World Six-Man Tag Team Championship (1 keer; met Killer Tim Brooks & Mark Lewin)

- World Wrestling Council
  - WWC Hardcore Championship (2 keer)

- World Wrestling Federation
  - Slammy Award
    - "Best Group" (1987)